# Fontaine de Chas
la fontaine de Chas (appelée aussi fontaine Saint-Aignan ou fontaine Saint-Martin) est une fontaine renaissance, située sur le territoire de la commune de Chas dans le département français du Puy-de-Dôme.

## Localisation
La fontaine est située rue du vieux four, sur une place, au centre du village de Chas, dans le département du Puy-de-Dôme, en région Auvergne-Rhône-Alpes, en France.

## Historique
La fontaine est d'époque renaissance et date du XVIe siècle.
La fontaine est classée au titre des monuments historiques par arrêté du 11 décembre 1895.

## Description
La fontaine est composée à sa base d'un bassin octogonal entourant une colonne centrale à chapiteau. Cette colonne supporte une vasque circulaire à mi-hauteur à quatre griffons saillants,. Sculptée en coquille, cette vasque est ornée de mascarons sur cartouche. La surmontant, une urne de forme ovale est supportée par la colonne centrale. Cette urne décorée de petites écailles rondes et ornée de quatre masques joufflus. Surmontant cette urne, une statue de Saint-Aignan, évêque d'Orléans, mort en 453 termine l'ouvrage.